# Quinde I (supercomputador)
El supercomputador Quinde I es un superordenador enfocado a la computación de alto rendimiento diseñado por IBM, que opera con el sistema operativo Linux. Fue adquirido en octubre de 2016 y puesto en marcha a finales de 2017 en San Miguel de Urcuquí (Imbabura), Ecuador. El dispositivo, con capacidad de 500 000 computadoras y ejecutando billones de procesos simultáneamente, es actualmente el más potente del país y su incorporación ha supuesto un hito para el desarrollo tecnológico del mismo.

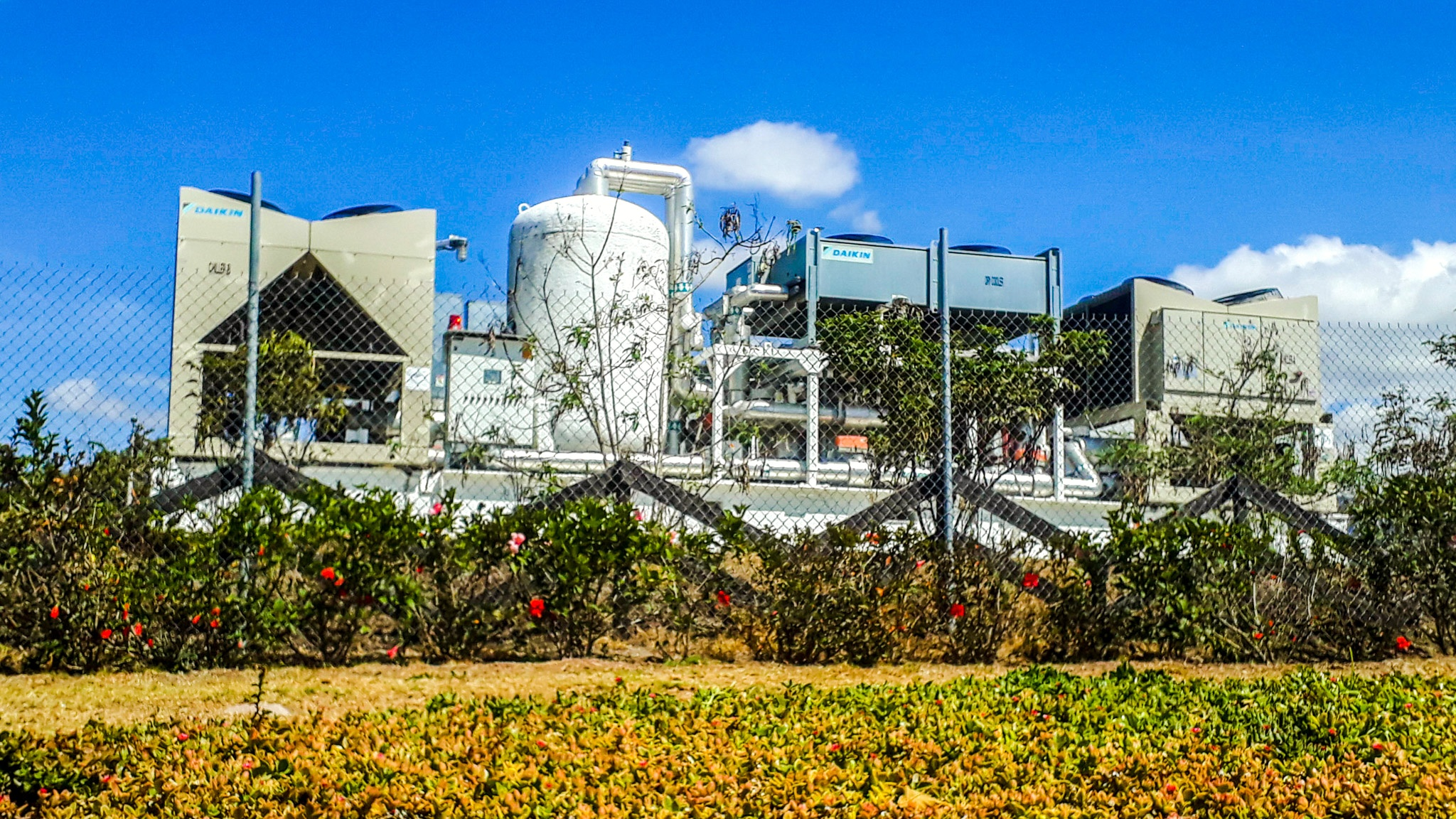
Jardín del Supercomputador Quinde I

Quinde I está instalado sobre una plataforma antisísmica de hormigón. Su nombre proviene del término Kinti que en Quichua significa colibrí, el pequeño y colorido ave endémico de América y sobre todo de Ecuador ("país de los colibríes").

## Usos y antecedentes
La computación de alto rendimiento es de mucha utilidad para el desarrollo de ciencia, innovación industrial, seguridad nacional a través del modelamiento y la simulación computacional. En la actualidad, Quinde I es usado principalmente por la Universidad Yachay Tech, orientada a la investigación de tecnología experimental, para diferentes propósitos, incluidos la predicción climática, la simulación de teorías o la investigación en química cuántica. Otros usuarios han hecho uso del supercomputador para investigación algorítmica de materiales granulares.
La velocidad de procesamiento facilita investigaciones de datos complejos y extensos que con un ordenador tradicional tomarían mucho tiempo. Gracias a la implementación del Quinde I se han corrido procesos gigantes, donde se obtuvo el resultado en 15 minutos donde normalmente tomarría alrededor de un año con medios convencionales de computación.
Su adquisición fue posible gracias a la financiación del gobierno de España, como parte del Programa de Canje de Deuda Ecuador-España para facilitar la investigación y desarrollo de tecnología de alto nivel en el país y en la región.

## Descripción técnica
El conjunto de especificaciones del Quinde I está conformado de:
- Nodos: 84 de cómputo y 4 de administración.
- Memoria: 11264 GB (88 Nodos de 128 GB).
- Almacenamiento: 350 TB.
- Capacidad de procesamiento: 232 TFlops.

#### Arquitectura
La arquitectura del Quinde I es de x64 y cada nodo consta de 2 sockets.

## Red Nacional de Supercomputación de Ecuador
La futura Red Nacional de Supercomputación, que se desarrollará en torno a Quinde I (en las instalaciones de Siembra EP), está pensada para beneficiarse en un futuro de las alianzas estratégicas entre las universidades y la empresa pública, así como la incorporación de distintos centros en el ámbito académico, parques tecnológicos (tanto a nivel nacional como internacional), institutos, centros de investigación y empresas de los sectores productivo, industrial y tecnológico.

#### Universidades, Escuelas Politécnicas y otras instituciones que cuentan con Tecnología HPC en Ecuador[3]
- Universidad de Investigación de Tecnología Experimental Yachay (YT) - Quinde I
- Escuela Politécnica Nacional (EPN) - HPC ModeMat[10], 27 TFlops
- Universidad de las Fuerzas Armadas (ESPE), 16 TFlops
- Universidad San Francisco de Quito (USFQ)
- Universidad Técnica Particular de Loja (UTPL)
- Universidad de Cuenca[11]
- CEDIA[12] - NVIDIA DGX-A100, 5 TFlops
- Telconet Latam[13][14][15] - NVIDIA DGX-A100, 5 TFlops

La investigación en computación de altas prestaciones, coloca a Ecuador en la carrera mundial del superprocesamiento, pudiendo suplir la demanda de procesos que exigen alto nivel de procesamiento y que normalmente están vinculados a investigación y desarrollo de tecnología.